# Marko Pavić
Marko Pavić (1979.) hrvatski je političar. Bivši je ministar rada i mirovinskog sustava i hrvatski ministar regionalnog razvoja i fondova Europske Unije. Bio je saborski zastupnik u 10. sazivu Hrvatskog sabora.